# Quédate con ella
«Quédate con ella» es una canción de la cantante y compositora española Natalia Jiménez, que se lanzó en su segundo álbum Creo en mí. La canción se estrenó el 21 de octubre de 2014 a través de plataformas digitales y lanzada por su discográfica Sony Music Latin como el segundo sencillo oficial del disco. La canción tiene toques mezclados de los géneros mariachi y pop.

## Lista de canciones

### Descarga digital[5][6]
- 'Quédate con ella' - 3:48

## Posicionamiento
Se posicionó en el número #1 en iTunes y Monitor Latino (México), #40 en iTunes (España) , y #85 en iTunes (US latin)
| Posición | 40 | 45 | 37 |

## Información de la canción
Fue escrita por la misma cantante y el productor Emilio Estefan quien también la produjo. 

## Video musical
No hay video oficial de la canción pero si un audioclip que se estrenó por el canal VEVO en YouTube de la cantante en marzo del 2015, el vídeo/audio consiguió más de 100 millones de visitas.